# Muránska Huta
Muránska Huta je obec na Slovensku v okrese Revúca ležící na okraji Národního parku Muráňská planina asi 16 km severně od Revúce. Součástí obce je místní část Predná Hora. Vesnice vznikla při sklářské huti v roce 1652. Žije zde 178 obyvatel.
V obci se nachází klasicistní římskokatolický kostel svatých Andělů strážných z roku 1831 a neobarokní kaštel bulharského cara Ferdinanda Coburga v části Predná Hora.